# Arifegazili, Sungurlu
Arifegazili là một thị trấn thuộc huyện Sungurlu, tỉnh Çorum, Thổ Nhĩ Kỳ. Dân số thời điểm năm 2010 là 1.994 người.